# 선인장

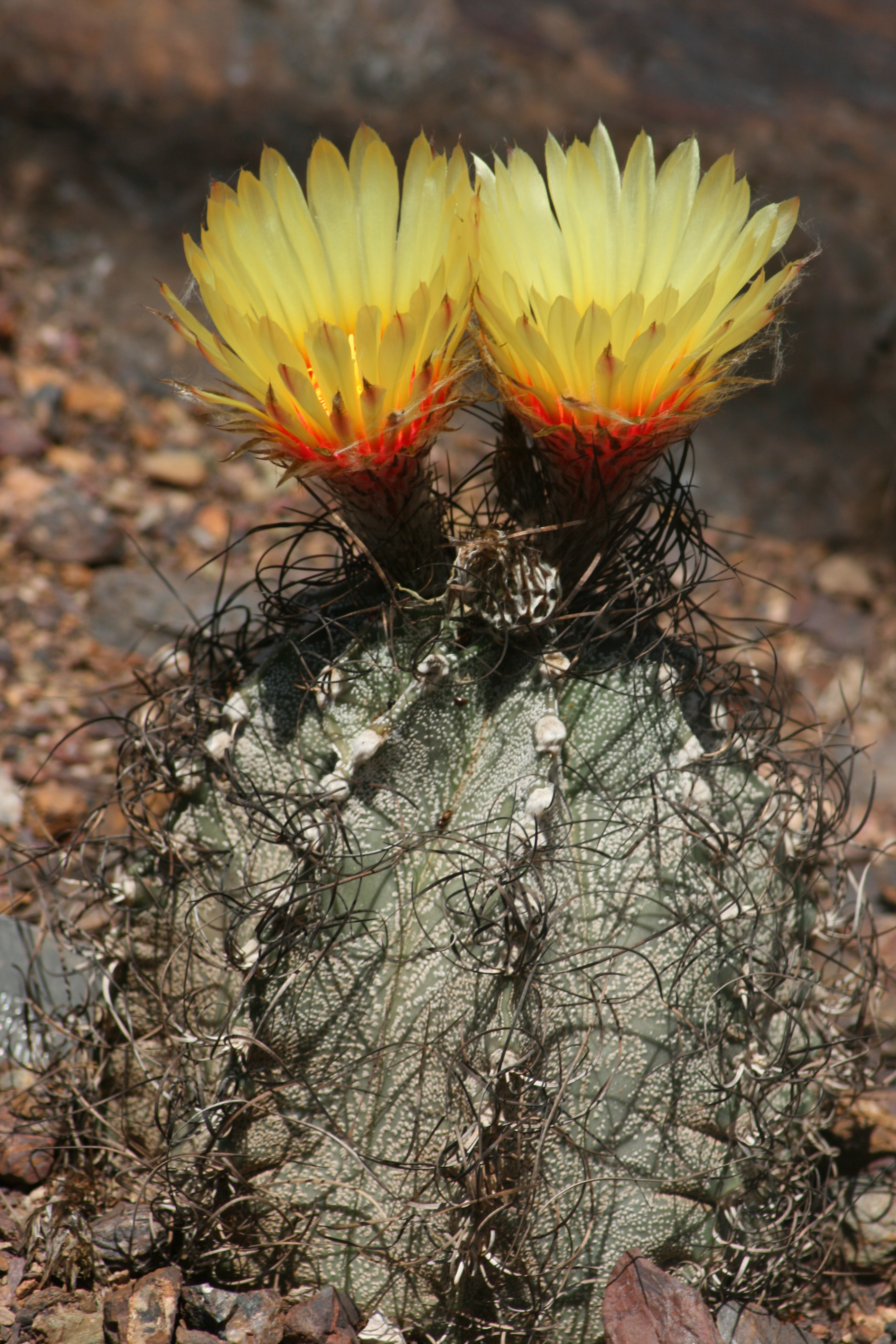
서봉옥'(Astrophytum capricorne)'

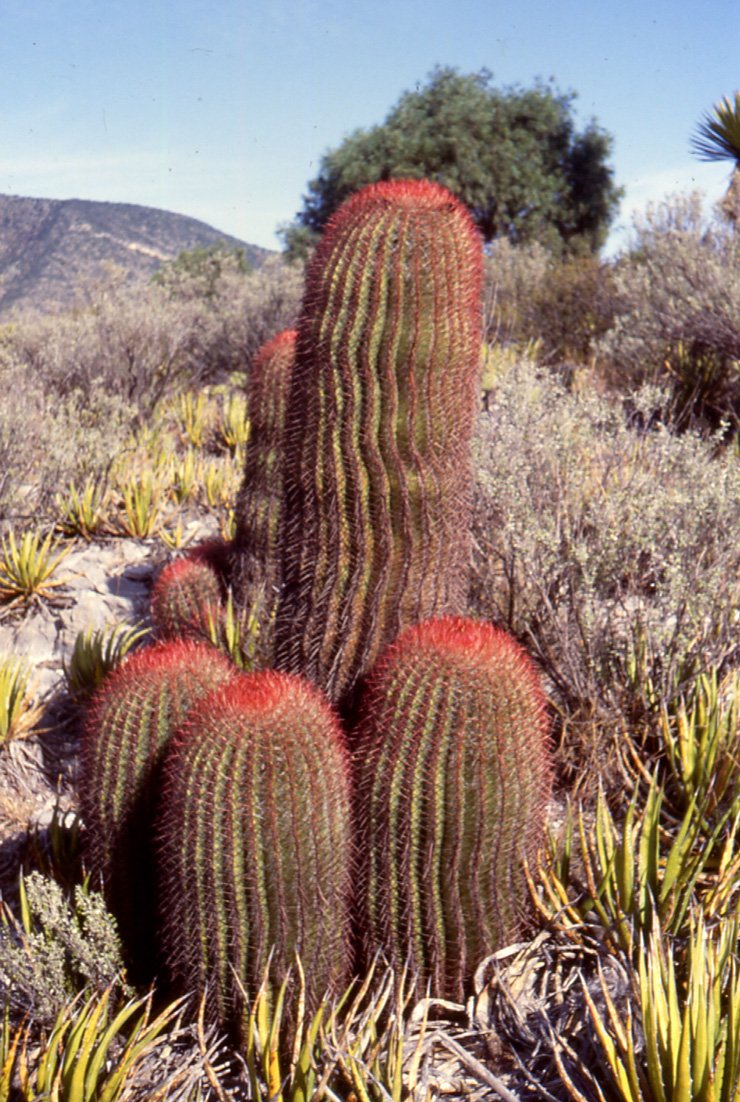
멕시코 라임 선인장

선인장(仙人掌, 영어: cactus)은 석죽목 선인장과(仙人掌科, 학명: Cactaceae 칵타케아이[*])에 속하는 식물을 일컫는 말이다. 선인장은 다육 식물의 일종인데, 다육 식물은 건조한 환경에 견디기 위해 수분을 저장하는 조직을 진화시킨 식물들을 말하며, 현재 전 세계에 약 3000종 이상이 보고되고 있다. 다육식물들 중에 아메리카 대륙의 한 무리의 식물들은 잎을 가시로 변화시키거나 퇴화시켜 건조에 특히 더 강하게 진화하였는데, 이를 선인장(仙人掌)이라 부른다. 선인장은 신선의 손바닥처럼 생겼다는 의미를 갖고 있으며, 제주도를 비롯하여 한국에 자생하는 선인장(선인장속('Opuntia'), 일명 "부채선인장")의 모습이 마치 손바닥처럼 생겼다 하여 붙여진 이름이다. 가시는 선인장의 잎이 진화된것이다. 선인장은 원통 모양부터 납작한 모양도 있다.

## 하위 분류
| - 목기린선인장아과(Pereskioideae Engelm.) - 선인장아과(Opuntioideae Burnett) - 영춘환선인장아과(Cactoideae Eaton) - 의사엽선인장아과(Maihuenioideae P.Fearn) |

## 계통 분류
선인장과의 계통 분류는 다음과 같다.
|  | 선인장아과                                                            |
|  |                                                                       |
|  | \| \| 의사엽선인장아과 \| \| \| \| \| \| 영춘환선인장아과 \| \| \| \| |
|  |                                                                       |
|  | 의사엽선인장아과                                                      |
|  |                                                                       |
|  | 영춘환선인장아과                                                      |
|  |                                                                       |

|  | 의사엽선인장아과 |
|  |                  |
|  | 영춘환선인장아과 |
|  |                  |

|  | 선인장아과                                                            |
|  |                                                                       |
|  | \| \| 의사엽선인장아과 \| \| \| \| \| \| 영춘환선인장아과 \| \| \| \| |
|  |                                                                       |
|  | 의사엽선인장아과                                                      |
|  |                                                                       |
|  | 영춘환선인장아과                                                      |
|  |                                                                       |

|  | 의사엽선인장아과 |
|  |                  |
|  | 영춘환선인장아과 |
|  |                  |

|  | 선인장아과                                                            |
|  |                                                                       |
|  | \| \| 의사엽선인장아과 \| \| \| \| \| \| 영춘환선인장아과 \| \| \| \| |
|  |                                                                       |
|  | 의사엽선인장아과                                                      |
|  |                                                                       |
|  | 영춘환선인장아과                                                      |
|  |                                                                       |

|  | 의사엽선인장아과 |
|  |                  |
|  | 영춘환선인장아과 |
|  |                  |

|  | 선인장아과                                                            |
|  |                                                                       |
|  | \| \| 의사엽선인장아과 \| \| \| \| \| \| 영춘환선인장아과 \| \| \| \| |
|  |                                                                       |
|  | 의사엽선인장아과                                                      |
|  |                                                                       |
|  | 영춘환선인장아과                                                      |
|  |                                                                       |

|  | 의사엽선인장아과 |
|  |                  |
|  | 영춘환선인장아과 |
|  |                  |

## 진화
선인장의 진화는 특별히 알려지지 않고 있다. 선인장의 진화가 6000만년 전 판게아대륙이 아메리카와 아프리카/유라시아 대륙과 분리되기 시작한 이후 이뤄졌기 때문에 아메리카 대륙에만 존재한다고 추정될 뿐이다.
선인장의 다육조직의 특성상 화석이 남기 힘들기 때문에 명확한 진화계통을 알 수 없고, 다만 그 형태로 진화의 단계를 추측할 뿐이다.

## 생태
선인장은 아메리카 대륙에서 진화해 왔고, 그래서 모든 종류의 선인장은 아메리카 대륙에 자생한다. 일부 선인장들은 씨앗이나 줄기 형태로 해류를 타고 아프리카 남부나 아시아의 필리핀, 인도네시아, 중국 남부, 제주도 등으로 떠내려와 자연적 자생군락을 형성하는 경우도 있다. 아메리카 이외의 자생군락이 언제 생겼는지는 전 세계적으로 기록을 전혀 발견할 수 없으며, 비교적 오래된 것은 아닌 것으로 추정된다.
선인장 분포지역은 주로 건조한 반건조지대나 사막지역, 고산지역으로 연 강우량이 20mm 이상이거나 안개 등으로 계속해서 수분이 공급되는 지역이다. 연 강우량이 20mm 미만이고, 수분공급이 원활하지 않은 곳에서는 선인장이 생육할 수 없다. 반대로 다시 다습한 열대우림 등에 적응한 선인장들도 존재하는데, 원예용으로 많이 재배되고 있는 게발선인장이나 공작선인장과 같은 종은 남아메리카의 여러 열대우림의 나뭇가지에 존재하는 이끼에 뿌리를 내리고 서식할 수 있도록 진화했다. (이들 선인장들을 흙에 심지 않고 이끼에 심는 이유는 이러하기 때문이다.) 대한민국에 군락을 형성한 Opuntia ficus-indica, Opuntia humifusa 계열의 선인장들도 제주도 장마 등에 견디며 성장하는 습한 환경에 강한 모습을 보여주고 있다.
선인장은 기온에 다양하게 적응한 모습을 보여준다. 일반적인 선인장들은 최저온도 5~0 °C 정도의 생육온도를 갖고 있다. 그러나 최저 생육온도가 -20 °C에 이르는 고산지대에 적응하여 진화한 종도 있을 정도로 폭넓은 편이다.
선인장은 건조에 강하도록 진화된 다육식물의 일종인 CAM 식물로서 일반적인 식물의 광합성과 얼개를 달리한다.
일반적인 식물들은 명반응과 암반응이라는 구분된 광합성 과정을 통하여 낮에는 광합성을 통한 산소를 방출하고, 밤에는 호흡을 통한 이산화탄소를 방출하는 데 반해서 선인장을 포함한 일부 CAM 식물들은 기온이 높은 낮에 기공을 열어 수분을 손실하는 대신 낮에 적은 양의 명반응 광합성을 하여 생산물을 포도당으로 완전히 변환시키지 않고 중간과정물로 몸에 저장하고, 밤에 이산화탄소를 흡수하여 포도당으로 변화시키고 부산물인 산소를 방출한다.

## 특징
- 쌍떡잎식물: 목기린선인장아과를 제외한 선인장들을 칼로 잘라보면 중심에 물관과 형성층과 체관을 육안으로 확인할 수 있다. 그 밖으로 두터운 다육조직이 붙어있는 것을 확인할 수 있다.

- 외관은 줄기(능)이 있거나 돌기(dipple)가 있다. 그 끝에 가시자리(刺座)가 줄지어 있는 것이 일반적이다. 꽃은 줄기(능)을 형성하는 종류는 가시자리에서 돋아난 꽃봉오리에서 피며, 돌기를 형성하는 종류는 돌기에서 돋아난 꽃봉오리에서 피는 종류와 돌기 틈에서 돋아난 꽃봉오리에서 피는 종이 있다. 때로는 돌기와 돌기 틈에서 모두 피는 종류들이 있다. 대부분의 선인장들은 성장한 지 1~2년쯤 되는 조직에서 꽃봉우리를 올리는 특성이 있어 생장점 부근에 꽃이 모여 피는 특징이 있다.

- 충매화: 일반적인 쌍떡잎 식물과 같이 곤충을 매개로 하여 꽃가루를 날라 수정하는 충매화(蟲媒花)의 꽃을 피운다. 종류에 따라서 개화기간은 12시간~7일 정도이며, 보통은 1일~3일의 개화기간을 갖는다. 대부분의 선인장들은 매개자의 활동시간에 맞춰서 낮과 밤의 시간이 변화함에 따라서 꽃이 폈다 오무렸다를 반복한다. 또한 선인장들은 전체적으로 동물들을 유인하기 위해서 꽤나 화려한 꽃을 피우는 경우가 많다. 매개자들은 선인장의 종류에 따라 다양한데 일반적으로 새, 박쥐, 나비나 벌, 나방, 파리 등이다.

| 선인장                                                                         |
| ------------------------------------------------------------------------------ |
| 페레키아 그란디플로라 가시자리 단면 에키놉시스 캔디칸스 서봉옥 가시자리 확대도 |

- 가시자리를 갖는다. 가시는 식물이 자신의 몸을 지키기 위해 일반적으로 진화시킨 방어수단이다. 따라서 가시는 선인장 고유의 특성이라 할 수 없다. 실제로 가시를 갖는 식물들은 나무, 풀, 다육식물 등에서 골고루 볼 수 있다. 하지만 선인장을 확연히 구분 짓게 하는 하나의 조직은 '가시자리'를 갖는다는 것이다. 가시자리는 가시가 몰려있는 곳 부근에 작은 가시들이 모여있는 것을 말한다. 가시자리에 모여있는 작은 가시들은 보통 가시자리 밑에 위치한 성장점을 보호하는 역할을 한다. 생장점을 보호해야 하는 대상이 무엇이냐에 따라서 모양이 달라지는데, 선인장을 뜯어먹는 거대한 동물로부터 몸을 지키기 위해서 매우 작고 빠지기 쉬운 가시를 다량으로 만드는 종류와 추위 등으로부터 성장점을 보호하기 위해 작고 보풀보풀하게 진화시킨 종류, 때로는 추위와 강한 햇살로부터 몸체 전체를 보호하기 위해 매우 길게 진화시킨 종류(옹환, 노락 등 고산성 선인장들)들까지 존재한다. 물론 선인장 종류 중 일부 선인장들은 가시자리의 솜털을 유묘일 때 스스로 퇴화시키는 경우도 존재한다.

- 뿌리에 저수조직을 갖는다. 1년에 1~2번 있는 규칙적인 강우가 존재하는 건조지역 적응한 선인장들은 두 종류로 진화를 했던 것으로 보인다. 첫 번째는 거대한 몸집을 갖게 진화한 것이다. 두 번째는 물을 저장하기 위한 거대조직을 형성한 종류인데, 때에 따라서 지상부의 수 배에 해당하는 뿌리 조직을 갖는 경우도 존재한다. 이러한 뿌리조직을 괴근이라고 부른다.

- 씨앗크기가 다양하다. 대략 채송화의 씨앗정도의 매우작은 크기부터 팥알만한 크기까지 다양하다. 색은 대체로 검은 색을 띠지만, 종에 따라 조금씩 차이를 보인다. 선인장의 씨앗은 둥근 형, 반구형 등의 일반적인 씨앗의 모양을 갖는 종도 있지만 난봉옥과 같이 그릇과 같은 모양을 갖는 종류도 존재한다. 난봉옥의 씨앗은 바람에 잘 날리기 위한 모양이다.

## 재배
선인장의 다육조직은 물과 양분을 저장하는 조직이기도 하지만 광합성을 하는 중요한 조직이기도 하다. 하지만 다육조직은 강도가 약하기 때문에 물리적인 손상을 받기 쉽다.
선인장은 두 가지 이유에 의해서 다육조직을 딱딱한 조직으로 변화시키는데 이를 근부화라고 부른다. 선인장의 종류에 따라 근부화가 쉽게 일어나는 종류가 있고, 잘 일어나지 않는 종류가 있다. 재배시에는 이를 잘 살펴야 한다.
- 물리적 손상: 물리적 손상이 발생하는 이유는 다양하다. 물을 원하는 동물, 날아온 돌 같은 것의 접촉에 의해서 근부화가 발생할 수도 있고, 강한 햇볕에 의해 조직이 손상되거나 너무 심한 건조 등으로 표면이 상하는 경우도 많다. 때로는 자신의 가시에 의해서 상처가 발생하기도 한다. 어떠한 경우의 손상이든 선인장은 자신을 방어하기 위해서 근부화를 진행시킨다.
- 몸체의 거대화: 몸체가 거대하게 성장하면 자체의 무게가 점점 증가하게 된다. 이때 선인장은 자신의 몸을 떠받치기 위해서 일부를 근부화시킨다.

- 광합성의 제한: 흙이나 모래 등으로 인해 일부분이 광합성을 할 수 없게 되면 에너지 소모가 큰 광합성 조직을 버리고 에너지 소모가 적은 조직으로 바꾼다. 이 과정에서 근부화가 일어나 딱딱하게 변한다.

선인장은 무성생식 또는 유성생식으로 번식할 수 있다.
- 무성생식: 선인장은 일반적으로 줄기 부근에 작은 조직을 쉽게 만든다. 이 조직을 보통 '새끼'나 '자구'로 부른다. 일반적인 식물과 같은 관점에서 이 조직은 '가지'와 같은 조직으로 생각할 수 있다. 선인장은 쉽게 새 뿌리를 만듦으로 이러한 조직을 통해 쉽게 새로운 개체를 만들 수 있다. 새로운 개체는 기존의 개체와 수명 등으로 연관된다는 것을 고려할 때 계속해서 무성생식하는 것은 불가능하다.
- 유성생식: 모든 선인장은 꽃을 피우고 열매를 맺는다. 선인장은 종류에 따라서 자가수정이 가능한 종류가 있고, 타가수정만 가능한 종류가 존재한다. 이때 선인장이 무성생식을 한 개체의 경우는 모두 한 개체로 인식하므로 타가수정만 가능한 선인장 종류들은 번식에 쉽지 않다. 1970년대에 대한민국에 많이 보급됐던 화성환 종류의 경우 대부분 한 개체로부터 무성생식의 방법으로 번식된 개체였기 때문에 현재 유성생식을 하기가 상당히 어렵다고 알려져 있다.
- 접붙이기: 선인장의 세포조직은 다른 종류의 식물과 비교적 친화가 쉽기 때문에 선인장끼리, 또는 선인장과 다른 식물들을 하나로 붙여 키우는 것이 가능하다. 이러한 방법으로 키우는 것을 접붙이기라고 한다. 접붙인 선인장은 찾기가 매우 쉬운데, 일반적으로는 빨간 비모란이 녹색의 삼각주 위에 붙어있는 모습을 연상하면 된다. 선인장의 접붙이기는 여러 가지 이유로 시행되고 있는데 각각의 경우에 따라서 매우 주의해야 한다. 접붙이기를 하는 가장 일반적인 이유는 성장을 빨리 하게 만들기 위해서다. 일반적으로 접을 붙인 선인장은 스스로 자라는 선인장에 비해서 성장속도가 훨씬 빠르다. 따라서 빨리 성장시켜 출하해야 하는 농민의 입장에서는 접붙이기의 유혹을 벗어나기 힘들다. 하지만 성장이 빠른만큼 선인장의 수명이 짧아져서 접을 붙인 이후 최대 3년 정도의 수명밖에 갖지 못한다. 일반적으로 구입한 선인장이 쉽게 죽는 이유는 접붙이기와 관련이 있다. 따라서 접붙이기는 최대한 하지 않는 것이 좋다. 그러나 접붙이기가 반드시 필요한 경우가 존재하는데, 연구를 하기 위한 경우와 개체변이 때문인 경우가 존재한다. 연구를 위해서는 빠른 번식이 필요한데, 실생 선인장의 경우 성장 속도가 매우 느리고, 죽을 염려도 크므로 접붙이기를 통해 안전하고 빠르게 재배한다. 선인장의 개체변이 중 '금'과 '철화'가 있는데, 이에 대해서는 따로 살펴볼 필요가 있다. 아무튼 개체변이 중 '금'은 접붙이기를 하지 않으면 재배 자체가 불가능한 경우가 존재하므로 반드시 접붙이기가 필요하다. (예: 빨간 선인장(비모란)) 선인장의 종(예: Ferocactus 종류)에 따라서 접붙이기를 하면 성장이 느려지는 경우가 있다.

선인장의 재배 단계는 다음과 같다.
- 파종: 파종을 하기 위해 준비한 선인장 씨앗은 대부분 모래의 표면에 바로 뿌린다. 흙덮기는 하지 않아야 한다. 적당한 일광이 있어야 잘 발아하는데 흙의 거름 상태와 햇빛의 강도의 차이, 통풍의 유무, 수분의 양에 따라 발아하는 시기가 모두 달라진다. 파종을 하기 위한 춘화처리 등의 특별한 처리는 전혀 필요치 않고, 일반적으로 씨앗을 채집하자마자 바로 파종하는 것이 좋다. 채종한 씨앗은 보통 약 1년 정도는 보관이 가능한데, 종에 따라서 채종 후 6개월 정도면 발아율이 현저히 떨어지는 종이 있다고 알려져 있다.
- 발아: 선인장을 파종한 뒤에 1일~6개월의 발아시간이 필요하다. 품종에 따라서 기간이 많이 차이가 남으로 파종을 하기 전에 충분한 정보를 얻어두는 것이 필요하다. 선인장을 처음 씨앗을 뿌리면 유묘가 발생한다. 선인장들은 씨앗이 매우 작지만 발아를 하면 물을 많이 흡수해서 보통 10배 이상으로 부풀어 오르는 종이 있다. 처음 발생한 유묘는 가시가 없지만 첫 며칠만에 작은 가시를 생장점에 만든다. 그 이후 1차적으로 줄기를 만들어 성장을 하면서 정상적인 몸체를 만드는데 매우 작고 여린 가시를 만든다. 이 시기는 대략 1~2년 정도이다.
- 성장과 가시의 변화: 선인장이 성장하면서 여러 단계로 가시를 만든다. 유묘였을 때 만든 가시는 매우 작고 부드럽지만, 성장하면서 1~2년 이전에 만든 가시는 까끌까끌한 정도의 느낌이 들 정도의 가시를 만든다. 그 이후 만드는 가시는 우리가 알고 있는 가시다. 선인장의 종류에 따라서 7~10년 정도의 성장을 거치면 본가시가 발생하는 경우가 있다. 본가시는 매우 크고 강한 가시를 말하는데 종류에 따라 다르지만 보통 수 cm 정도의 가시로 바라보는 사람들이 위협을 느낄 정도의 모양과 크기를 갖는다. 주로 강자류 중의 Ferocactus 속의 선인장들이 이러한 변화를 확연히 보여준다.

일반적으로 선인장의 수명은 대부분 수백 년 이상이다. 우리가 원예용으로 가꾸는 작은 선인장들도 수명이 수십 년 정도이므로 가꾸고 감상하는 데 충분한 시간은 될 것으로 생각된다. 핸드폰 고리에 사용되는 선인장들은 강제적 번식방법을 동원해서 만든 싹들인데, 이러한 선인장들도 크기가 수 미터, 수명이 수백 년씩 하는 것들이 대다수이다. 선인장 중에서 가장 수명이 짧은 선인장은 산동이라는 선인장으로 수명이 딱 4년이고, 꽃도 4년이 됐을 때 딱 한 번 핀다. 이 선인장은 또한 자가수분이 된다.
그러나 선인장들 중에서는 기존의 조직이 계속 사라지면서 새로운 조직을 만드는 종{대표적인 예로 백단(손가락 선인장)}이 있으므로 뚜렷하지 않은 경우도 있다고 생각할 수 있겠다.

## 개체 변이
모든 생물에는 개체변이가 존재한다. 이 문단에서 작성하는 내용은 사실 선인장에만 해당되는 내용은 아닐 것이라 생각한다. 그럼에도 불구하고 이 두 개체변이는 선인장 재배와 감상에 중요하기 때문에 선인장 문서에 담는다.
개체변이한 개체를 일컬을 때 이름+변이이름으로 부른다. 예를 들어 백단이 금이 들었다면 '백단금'으로 부른다.
- 금: 금은 식물의 개체의 일부분에 엽록체가 사라지는 현상을 말한다. 엽록소가 파괴되는 것은 아니고, 성장할 때 일부 세포에 엽록체가 포함되지 않는 현상이다. 성장점에 포함된 여러 개의 세포들이 세포분열을 하는 과정에서 세포질 분리가 일어나면서 엽록체가 전혀 전달되지 않는 세포가 발생할 때 금이 생겨난다. 금은 식물체의 세포가 갖는 색소의 색에 따라서 여러 가지 색으로 발생할 수 있다.선인장의 경우에는 대부분 노란 색 금이 드는데, 간혹 붉은 색의 금이 드는 경우도 존재한다. 금은 여러 가지 형태로 나타나며, 대부분은 씨앗일 때부터 금의 요인을 갖고 있으나 성장 도중에 갑자기 생기기도 하고, 성장 도중 금의 성질이 사라지기도 한다. 성장 도중 갑자기 금이 등장하는 경우는 대부분 줄기 옆에 새로운 줄기(가지)를 만들 경우가 많다. 금이 든 부분에는 엽록체가 없기 때문에 그만큼 광합성을 할 수 없고, 그래서 그 식물체는 다른 정상적인 개체보다 훨씬 약하다. 따라서 금이 든 개체는 재배하기가 무척 힘들며, 자연상태에서는 자연스럽게 자연도태 될 대상인 경우가 많다. 금의 형태에 따라서 값이 수~수백배 이상으로 거래되기도 한다. 금이 잘 드는 개체의 경우 일반적으로 통용되는 경우가 있는데, 단모환의 금은 '단모환금'이라 불리지 않고 세계도라는 특별한 이름을 갖는다.
- 철화: 선인장은 대부분 0차원의 점으로 성장점을 갖는다. 그런데 어떤 경우에 생장점이 갑자기 1차원의 선으로 변화하는 경우가 있으며, 원형(○)으로 변화하는 경우도 있다. 이렇게 성장점이 변하는 것을 철화라고 부른다. 철화는 개체의 성장이 매우 빨라지게 되며 결과적으로 몸체는 약화된다. 철화의 경우도 종류에 따라서 값이 수~수백배 이상으로 거래되기도 한다. 바위선인장(암석주)의 경우 기둥선인장의 철화가 비교적 최근에 하나의 유전적 종으로 고정된 특이한 경우다.

## 가시
가시는 기본적으로 모양과 색에 따라 이름을 붙인다. 그러나 색에 대한 이야기는 특별한 것이 없고, 가시의 모양에 따라 이름이 크게 바뀌므로 이에 대해 살펴본다.
- 중앙가시(본가시), 주변가시: 선인장의 가시자리를 구성하는 얇고 부드러운 가시를 제외하고, 몸을 보호하기 위해서 길게 성장하는 가시들을 크게 두 가지로 나눈다. 첫 번째는 주변가시로 몸체에 수직으로 성장하지 않고 비교적 몸체 방향과 수평에 가깝게 성장하는 가시다. 주변가시는 비교적 어렸을 때부터 나온다. 본가시는 몸체에 수직으로 성장하는 가시를 말한다. 모든 종의 선인장들이 본가시를 갖는 것은 아니고, 주로 Ferocactus 등의 종류만이 본가시를 만든다. 또한 비교적 나이가 3~10년쯤 든 선인장들이 본가시를 만든다. 본가시는 주변가시에 비해서 가시의 길이와 굵기가 크며, 때때로 가시 끝이 구부러져 낚시바늘 모양을 하는 경우도 있다. 인디언이 선인장 가시를 이용해 낚시를 했다는 기록이 있다. 본가시는 특히 매우 강하기 때문에 일명 말발굽선인장이란 것이 있다. 이는 초기에 아메리카를 탐험하던 탐험대가 탄 말이 잘못하여 선인장을 밟았을 때 선인장 가시가 쇠로 만들어진 말발굽 편자를 뚫었다는 데서 이름이 유래한다.
- 첨자, 무자, 단자, 광자: 선인장이 개체 변이를 할 경우에 가시의 모양이 약간씩 달라질 수 있는데 이러한 가시의 모양에 따라서 다른 이름을 사용한다.
  - 첨자란 개체변이에 의해서 본가시가 1개가 아니고 2개로 나오며, 이 두 개가 두개가 아닌 하나로 붙어 자라는 것을 말한다.
  - 무자란 가시가 없는 선인장을 말한다. 원래 종 자체가 없는 경우엔 무자란 이름을 사용하지 않으며, 개체변이를 통해 가시가 없는 개체에만 사용한다.
  - 단자란 짧은 가시를 갖는 선인장을 말한다. 단자는 유전되며 개체변이가 아니다.
  - 광자는 가시가 매우 불규칙하게 나는 개체변이를 말한다. 일반적으로 광자 개체변이가 일어난 선인장은 약하다.

## 잘못 알려진 사실들
- 선인장은 물을 안 줘도 된다: 선인장을 재배하는 사람들이 가장 큰 착오를 범하는 부분이 물을 주지 않아도 된다고 생각하는 것이다. 그래서 선인장에 물을 한 번도 주지 않고 죽으면 "나는 뭔가를 키우는 능력이 없나봐."라고 생각하기 쉽다. 그러나 선인장도 물을 필요로 하는 만큼 물을 가끔은 줘야 한다. 선인장을 실내 컴퓨터 앞 등에서 키워야 하는 상황이라면 선인장은 광합성을 오랫동안 할 수 없으므로 구매했을 때 갖고 있던 양분만으로 살아가야 한다. 따라서 이럴 경우 선인장이 성장하지 못하도록 물을 주는 것을 최대한 억제시키는 것이 좋다. 이럴 경우 2~3개월에 1회씩 물을 주는 것이 좋다. 이런 방법으로 약 2을 키우는 경우도 종종 존재한다. 선인장을 야외에서 키우는 경우에는 장마철을 제외하고는 대부분의 선인장에 비를 맞추고 키워도 괜찮다.
- 선인장은 알칼리성 토양에서 잘 자란다: 선인장의 원산지가 사막이고, 바다에서 융기한 지형이라서 주변에 석회암층이나 조개껍데기 등이 많기 때문에 생긴 속설이다. 선인장은 일반적인 토양에서 잘 자란다. 물론 때에 따라 알칼리성 토양을 좋아하는 선인장도 존재하지만 보통은 중성 또는 약산성 토양을 좋아한다. 특정 선인장은 산성 토양을 너무 좋아해서 자신의 주변 흙을 스스로 산성으로 변화시키는 종도 있다고 한다.
- 선인장이 얼어죽은 것은 약이다: 이러한 속설은 낭설이다.

- 선인장의 줄기에 새로 생기는 것은 새끼다: 선인장의 줄기에 새로 생기는 것은 새끼가 아니라 줄기에 해당하는 것이다. 물론 때로 이를 이용해 번식하려는 선인장(예: 감자단선 등)이 존재하긴 하지만 이는 어디까지나 예외일 뿐이다.
- 선인장의 새끼는 떼어내 줘야 한다: 나이 많으신 어른들이 주로 믿는 이 속설은 '무엇을 위해서는 무언가 해 줘야 한다'라는 이상한 믿음으로부터 출발한다. 선인장이 만드는 새로운 조직들은 사실상 선인장이 필요하기 때문에 만드는 것으로 우리가 떼어내줄 필요는 전혀 없다. 선인장이 성장하고 싶으대로 그대로 성장시켜 새끼를 많이 갖게 된 개체를 군생이라고 부른다.
- 선인장은 추위에 약하다: 선인장이 추위에 약한 것은 사실이다. 하지만 모든 종류의 선인장이 추위에 약한 것은 아니다. 추위에 강한 종류들은 물만 적절히 조절해 주면 대한민국 중부지방에서도 충분히 야외월동이 가능하다.

## 특이한 선인장
- 구름선인장: 선인장들 중에 구름선인장이라는 종류가 있다. 이 선인장들은 대체적으로 약 10년간 일반적인 공선인장처럼 성장하다가 10년이 지난 뒤에 성장을 멈추고 화좌를 형성시킨다. 화좌는 흰색 또는 분홍색의 솜처럼 보이는 경우가 많은데, 이는 실제로는 내부에 크고 작은 많은 가시들로 이뤄진 성장조직이다. 구름의 꼭대기에서는 매년 상시로 꽃이 피고 작은 고추같은 열매를 맺는다. 구름선인장들의 일반적인 수명은 수십 년으로 알려져 있다. 어린 구름선인장들을 일반적인 공선인장들과 구분하는 방법은 간단하다. 가시자리의 주변가시들의 방향이 공선인장들은 윗쪽으로 더 길게 자라는 반면 구름선인장들은 아래로 더 길게 자란다.
- 오우옥: 오우옥(Lophophora williamsii, 피요테)는 매우 특이한 선인장이다. 오우옥은 애초에 가시가 존재하는 선인장이고, 대신 가시자리만 존재한다. 전체적으로 둥근 모양인 로포포라(Lophophora) 속의 선인장이다. 오우옥은 점차 성장하면서 가지자리의 솜털이 점점 더 길어지게 자란다. 오우옥의 가시자리를 관용적으로 솜자리라고 부른다. 오우옥의 체액에는 마취성 성분의 메스칼린(마약)이 포함되어 있어 인디언이 종교행사를 하기 전에 사용했다는 이야기가 전해진다. 현재는 미국의 천연기념물로 등록된 희귀 보호종이며, 국가간 거래 품목에 포함되어 있다.
- 강자류: 선인장들 중에 가시가 크고 강하게 생긴 것을 강자류라고 부른다. 강자류는 두 종류의 속에 속한 선인장들만을 포함시키는데 페로칵투스(Ferocactus)와 에키노칵투스(Echinocactus)가 그들이다. 페로칵투스(Ferocactus)의 경우 일반적으로 낚시바늘처럼 생긴 중앙가시를 갖고 있어 원주민들이 이를 이용해 낚시를 했다는 이야기도 전해지며, 낚시바늘처럼 생기지 않은 곧은 중앙가시를 갖는 종류는 중앙가시를 뽑을 때 딸려나오는 긴 섬유소 줄기로 옷을 꿰맸다는 이야기가 전해진다. 에키노칵투스(Echinocactus)는 대표종이 금호로서 일반적인 식물원에서 많이 키우는 대표적인 선인장 종류로 유명하다. 금호는 30년의 나이가 되어야 꽃을 피우는 것으로 유명하다.
- 유성류
  - 별, 백운, 은호(온즈카): 유성류(Astrophytum) 선인장들은 특이한 여러 가지 모양을 갖는 것들이 많다. 그들 중 특별한 것들은 각각 따로 이름을 갖고 있다. 별은 유성류의 표면에 생기는 솜털같은 것을 말한다. 왜 생기는지는 명확히 알려져 있지 않으나 햇볕의 강약에 따라서 별의 수가 증감하는 것을 봐서는 너무 강한 햇볕에 몸을 보호하기 위해 생기는 것으로 추정된다. 백운은 별들이 얼키고 설켜 마치 한 폭의 산수화를 보는 것 같은 무늬를 이야기한다. 백운은 명확히 왜 발생하는지 알려지지 않고 있으며, 자연적으로는 수십만개중 한두개 정도의 확률로 발생한다. 백운은 몸체에 햇볕을 많이 받지 못하므로 약해지기 쉬워 가정에서 기르기는 힘든 편이다. 일반적으로 판매되는 백운난봉옥은 거의 100%가 1차로 접을 붙여 백운을 형성시킨 뒤에 다시 땅에 심은 종류들이다. 이런 경우 오래 살릴 수가 없다. 은호(온즈카)는 선인장의 가시자리가 부메랑처럼 V자 모양으로 생기는 것을 말한다. 일본에서 처음 개량되어 나온 선인장으로 원예에서는 매우 고급품에 해당하고, 자연상태에서 생존이 거의 불가능할 것으로 보인다. 성장이 무척 느리며, 햇볕이 매우 강해야 기를 수 있다.
  - 귀갑, 나선, 공룡, 홍엽: 유성류(Astrophytum) 선인장 중에 몸체가 특이하게 변하는 경우가 있다. 귀갑은 구갑이라고도 부르며, 선인장 능이 울퉁불퉁하게 형성되는 것을 말한다. 귀갑은 유전되는 것이다. 그리고 귀갑과는 다르게 불규칙하게 울퉁불퉁한 무늬가 나타나는 경우가 있는데 이 모양을 공룡이라고 부른다. 나선은 능이 똑바로 올라가지 않고 나사선처럼 휘면서 성장하는 모양을 일컫는다.
- 변경주: 변경주(saguaro, 사구아로)는 변경주속의 유일한 종이며, 세계에서 제일 거대한 선인장이다. 애리조나주와 인접한 멕시코의 영토에 자생한다. 길이는 7-8미터에 달하고, 비를 흠뻑 머금었을 때의 무게는 수 톤에 달하며 수백년을 살 수 있다. 과일은 꼭대기에 열리는데 먹을 수 있으며 속은 용과와 비슷하다.

## 같이 보기
- 분재
- 사막
- 엽록소
- CAM 식물
- 다육식물